# Drowning Mona
Drowning Mona (br: Quem Não Matou Mona?) é um filme estadunidense de 2001, dos gêneros comédia, crime e mistério, dirigido por Nick Gomez e estrelado por Danny DeVito, Jamie Lee Curtis, Neve Campbell, Casey Affleck, William Fichtner e Bette Midler.

## Sinopse
Mona Dearly é a pessoa mais odiada de Verplanck, uma pequena cidadezinha de Nova York. Ela é terrível; é uma mulher desbocada, tagarela, agressiva, ciumenta, alcoólatra e impopular, detestada até mesmo pelos familiares. Certo dia, Mona é morta após seu carro cair no rio e durante as investigações, o chefe de polícia local Wyatt Rash descobre que a tragédia pode não ter sido um acidente. Agora (por muitos motivos) várias pessoas são suspeitas de terem planejado a morte da infeliz: O filho de Mona (Jeph), o marido dela (Phil), a amante de Phil (Rona), a filha de Wyatt (Ellie), o noivo de Ellie (Bobby) e até mesmo o próprio Chefe Wyatt. E agora? "Quem Não Matou Mona?"

## Elenco
- Danny DeVito (Chefe Wyatt Rash)
- Bette Midler (Mona Dearly)
- Neve Campbell (Ellen "Ellie" Rash)
- Jamie Lee Curtis (Rona Mace)
- Casey Affleck (Bobby Calzone)
- William Fichtner (Phil Dearly)
- Marcus Thomas (Jeph Dearly)
- Peter Dobson (Lt. Feege Gruber)
- Kathleen Wilhoite (Lucinda)
- Mark Pellegrino (Murph Calzone)
- Tracey Walter (Clarence)
- Will Ferrell (Cubby, o Diretor do Funeral)
- Paul Ben-Victor (Deputado Tony Carlucci)
- Paul Schulze (Deputado Jimmy D.)
- Melissa McCarthy (Shirley)
- Brian Doyle-Murray (Motorista do Caminhão de Reboque)
- Raymond O'Connor (Padre Tom)
- Lisa Rieffel (Valerie)

## Indicação

### Indicados
- ALMA Awards: Melhor Diretor de Longa-Metragem (Nick Gomez)

## Lançamento
O filme estreou na quarta posição das bilheterias norte-americanas, faturando US$ 5,8 milhões em seu fim de semana de abertura, ficando atrás de My Dog Skip, The Next Best Thing e The Whole Nine Yards. Em última análise, no entanto, o bilheteria total foi de apenas US$ 15,9 milhões em comparação com um orçamento de US$ 37 milhões.